# Elaphoidella jeanneli
Elaphoidella jeanneli là một loài động vật giáp xác thuộc họ Canthocamptidae. Đây là loài đặc hữu của Slovenia.